# Mamoudou Kaba
Mamoudou Kaba (1 juli 1981) is een Guinees voetballer. Hij was tot 2013 actief voor VV Bennekom. Daarna maakte hij de transfer naar zijn huidige club, WAVV uit Wageningen.  Hij was van 2007 tot 2009 international van Guinee. Kaba bezit naast de Guineese ook de Nederlandse nationaliteit.

## Levensloop
Op zestienjarige leeftijd ontvluchtte Kaba zijn geboorteland uit angst voor het regime van de dictator Lansana Conté. Hij vertrok naar Nederland, waar hij in Wageningen ging wonen. Daar verkreeg hij de Nederlandse dubbelnationaliteit en sloot hij zich aan bij VV Bennekom.
Tot zijn interlandcarrière mocht hij als voormalig politiek vluchteling Guinee niet meer in. Hij ging op vakantie naar buurland Mali voor herenigingen met zijn familie.

## Interlands

### Guinee
In 2007 ging Kaba op vakantie naar Mali. Hier ontmoette hij Robert Nouzaret, de toenmalige bondscoach van Guinee die op zoek was naar een verdediger voor de nationale voetbalploeg. Kaba speelde een testwedstrijd, waarna de verdediger werd toegevoegd aan de Guinese selectie, op dat moment de nummer 42 op de FIFA-wereldranglijst.
Wanneer men in Bennekom een fax ontvangt van de Fédération Guinéenne de Football, zijn de lokale inwoners zowel enorm verbaasd als verrast, gezien de centrumverdediger bij de Hoofdklasser nog geen vaste basisplaats wist af te dwingen. In de fax stond, tussen de namen van profvoetballers van clubs als onder meer Celtic FC, VfL Wolfsburg of Trabzonspor, de naam van Kaba op de lijst voor interland tegen Tunesië.
Kaba werd weinig speeltijd gegund en zijn rol bleef enkele wedstrijden vooral beperkt tot bankzitter. In december 2008 werd Kaba niet opgenomen in de definitieve selectie voor de Afrika Cup 2008. Na dit toernooi is er veel veranderd; in zes maanden tijd werden er achtereenvolgens drie bondscoaches ontslagen, Kaba raakte ernstig geblesseerd, de voetbalbond werd onevenwichtig en Guinee liep het WK 2010 mis. Als gevolg daarvan heeft de minister van Sport, Fodeba Isto Keiro, het elftal in november 2009 wegens 'slechte resultaten en gebrekkige discipline' ontbonden. Hiermee vervloog de hoop van de voetballer voor een vervolg van zijn interlandcarrière. Hij speelde tot dusver één interland, in de kwalificatiereeks naar de Afrika Cup 2008.